# Sarcocaulon multifidum
Sarcocaulon multifidum là một loài thực vật có hoa trong họ Mỏ hạc. Loài này được E. Mey. ex Knuth miêu tả khoa học đầu tiên năm 1912.